# Cristià Enric de Brandenburg-Kulmbach
Cristià Enric de Brandenburg-Kulmbach -en alemany Christian Heinrich von Brandenburg-Kulmbach- (Bayreuth, Baviera, 29 de juliol de 1661 - Weferlingen, 5 d'abril de 1708) fou marcgravi de Brandenburg-Bayreuth-Kulmbach.
El 1694 va acceptar la invitació del seu parent, el marcgravi de Brandenburg-Ansbach, per mudar-se amb la seva família al palau de Schönberg, a Ansbach (Nuremberg). Amb un subsidi modest i molt endeutat, Cristià Enric va signar, el 1703, el Contracte de Schönberg, pel qual ell renunciava als seus drets successoris sobre els estats de Francònia de la Casa de Hohenzollern (els principats d'Ansbach i Bayreuth) a favor de Prússia. Com a compensació, el rei Frederic I de Prússia va garantir la situació financera de la seva família a Prússia i li va cedir com a nou domicili el Palau de Weferlingen prop de Magdeburg, on moriria cinc anys després, uns mesos abans del naixement del seu darrer fill.
Després de la mort de Cristià Enric, el seu fill gran Jordi Frederic va intentar que s'abolís el Contracte de Schönberg. Després de llargues i difícils discussions, el 1722, va poder recuperar els drets de successió de la seva família a Bayreuth i Ansbach.

## Llinatge
Era el cinquè fill de Jordi Albert de Brandenburg-Bayreuth (1619 — 1666) i de Maria Elisabet de Schleswig-Holstein-Sonderburg-Glücksburg (1628 — 1664). Cristià Enric, tot i ser el quart fill mascle, va esdevenir l'hereu del marcgraviat de Brandenburg-Bayreuth-Kulmbach, ja que els seus germans més grans no van arribar a l'edat adulta: Cristià Felip va néixer i morir el 1653, Jordi Frederic va néixer el 1657, però va morir l'any següent, i el tercer, Erdmann Felip, va morir en caure del cavall el 1678, a l'edat de dinou anys.
El 14 d'agost de 1687 es va casar al palau de Obersulzburg amb la comtessa Sofia Cristiana de Wolfstein (1667 — 1737), filla d'Albert Frederic de Wolfstein
(1644 — 1693) i de Sofia Lluïsa de Castell-Remlingen (1645 — 1717). El matrimoni va tenir catorze fills:
- Jordi Frederic (1688 — 1735), casat amb Dorotea de Schleswig-Holstein-Sonderburg-Beck (1685 — 1761)
- Albert Wolfgang (1689 — 1734)
- Dorotea Carlota (1691 — 1712), casada amb Carles Lluís de Hohenlohe-Weikersheim.
- Frederic Emmanuel (1692 — 1693)
- Cristiana Enriqueta (1693 — 1695)
- Frederic Guillem (1695 — 1695)
- Cristiana, nascuda morta el 1698.
- Cristià August (1699 — 1700)
- Sofia Magdalena (1700 — 1770), casada amb el rei Cristià VI de Dinamarca (1699 — 1746).
- Cristina Guillemina (1702 — 1704)
- Frederic Ernest (1703 — 1762), casat amb Cristina Sofia de Brunsvic-Bevern (1717-1779).
- Maria Elionor (1704 — 1705)
- Sofia Carolina (1705 — 1764), casada amb Jordi Albert d'Ostfriesland (1690-1734).
- Frederic Cristià (1708 — 1769)